# Język mandobo
Język mandobo, także: dumut, kambon, pejoratywnie: kaeti – język transnowogwinejski używany w indonezyjskiej prowincji Papua.